# Sabtang
Sabtang est une île de la mer de Chine méridionale et une municipalité de la province de Batanes, aux Philippines.
Sa population est de 1 637 habitants (2010). Elle est subdivisée en 6 barangays.